# Chloé Tutton
Chloé Marianne Tutton (Pontypridd, 17 de julio de 1996) es una deportista británica que compitió en natación, especialista en el estilo braza.
Ganó una medalla de bronce en el Campeonato Mundial de Natación en Piscina Corta de 2016 y dos medallas en el Campeonato Europeo de Natación de 2016. Participó en los Juegos Olímpicos de Río de Janeiro 2016, ocupando el cuarto lugar en la prueba de 200 m braza y el séptimo en el relevo 4 × 100 m estilos.

## Palmarés internacional
| Campeonato Mundial en Piscina Corta | Campeonato Mundial en Piscina Corta | Campeonato Mundial en Piscina Corta | Campeonato Mundial en Piscina Corta |
| Año                                 | Lugar                               | Medalla                             | Prueba                              |
| ----------------------------------- | ----------------------------------- | ----------------------------------- | ----------------------------------- |
| 2016                                | Windsor (Canadá)                    | Medalla de bronce                   | 200 m braza                         |
| Campeonato Europeo                  |                                     |                                     |                                     |
| Año                                 | Lugar                               | Medalla                             | Prueba                              |
| 2016                                | Londres (Reino Unido)               | Medalla de oro                      | 4 × 100 m estilos                   |
| 2016                                | Londres (Reino Unido)               | Medalla de bronce                   | 100 m braza                         |